# Wilhelmus Cornelius Chimaer van Oudendorp

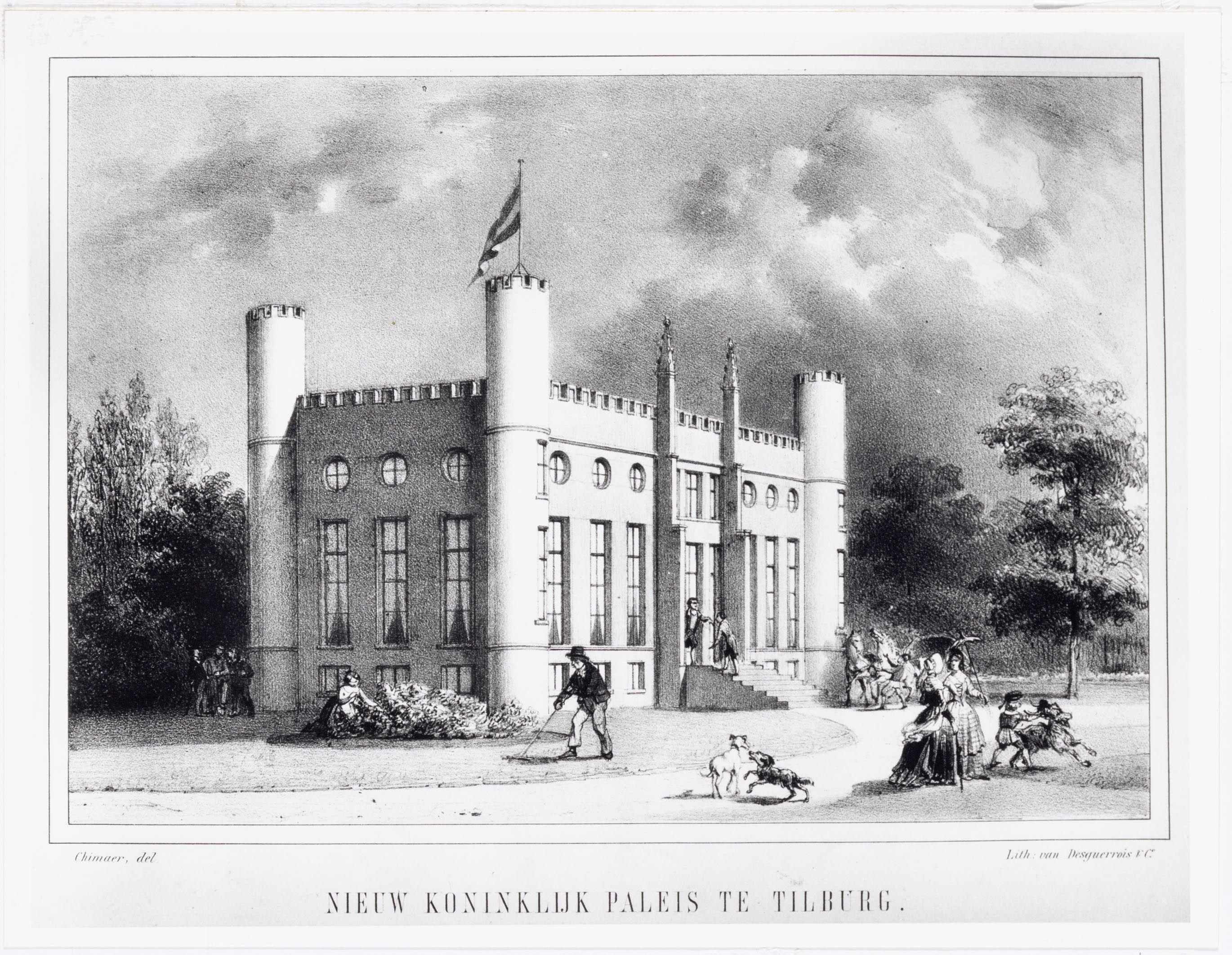
Litho van het koninklijk paleis in Tilburg (1849)

Wilhelmus Cornelius Chimaer van Oudendorp (Oostende, 12 juni 1822 - Leiden, 1 februari 1873) was een Nederlandse schilder, tekenaar en lithograaf.

## Leven en werk
Chimaer van Oudendorp stamt uit een Leidse familie. Hij werd echter geboren in Oostende, als zoon van Cornelius Chimaer van Oudendorp en Wilhelmina Maria Zoethof. Hij was al jong aan het tekenen, in 1999 werd bij Christie's in Amsterdam een trompe-l'oeil geveild dat hij maakte toen hij twaalf jaar oud was. Hij kreeg zijn opleiding aan de Academie van Beeldende Kunsten in Den Haag. In 1856 trouwde hij in Zwolle met Johanna Hendrika Scheuer. Zij woonden achtereenvolgens in Zwolle, Den Haag en vanaf 1870 in Leiden.
Chimaer van Oudendorp maakte onder meer portretten, stadsgezichten en figuurvoorstellingen. Zijn werk werd onder andere uitgegeven voor de Haagse 'Koninklijke Nederlandse Steendrukkerij'. Rond 1847 maakte hij een serie portretten van 'Hooggeplaatste en Beroemde Geestelijken', als bisschop Joannes Zwijsen. De belangstelling voor de serie viel hem tegen. Chimaer van Oudendorp overleed in Leiden op 50-jarige leeftijd.
- Biografisch Portaal: 36081424
- International Standard Name Identifier: 0000 0000 6823 260X
- Nederlandse Thesaurus van Auteursnamen: 069978875
- RKD-Nederlands Instituut voor Kunstgeschiedenis: 16678
- Union List of Artist Names: 500072103
- Virtual International Authority File: 294919516
- WorldCat: E39PBJhGY7GFj8gt3JRXXYqG73